# Kriegsmarine
Kriegsmarine (slovensko vojna mornarica) je naziv nemške vojne mornarice Tretjega rajha v letih od 1935 do 1945. S tem izrazom je bila poimenovana 1. junija, ko je nasledila prejšnjo Reichsmarine.
Kriegsmarine je bila ena od treh rodov nemških oboroženih sil, Wehrmachta, druga dva sta bila Luftwaffe in Heer. Vsebovala je vse pomorske enote in tudi nekatere kopenske, kot na primer obalno artilerijo in razne varovalne enote. Delovala je preko vrhovnega štaba imenovanega Oberkommando der Marine ali s kratico OKM. Njen poveljnik je bil imenovan vrhovni mornariški poveljnik, nemško Oberbefehlshaber der Kriegsmarine, in je imel čin GrossAdmiral, prvi je poveljeval od ustanovitve do leta 1943 Erich Raeder, nato pa do konca vojne Karl Dönitz. 
V 1930. letih je številčno močno narasla saj je pod nacisti prišlo do velikega oboroževanja vseh rodov vojske. Pred drugo svetovno vojno je obstajala namera, da jo še občutneje povečajo, vendar je začetek vojne načrte preprečil. Tako je bila od vseh vojaških rodov najmanj pripravljena na spopad, ki je sledil. Na samem začetku vojne je prišlo do odločitve, da največ investirajo v podmorniški program, medtem ko so ostale mornariške enote bolj ali manj trpele pomanjkanje. Tako so bile podmornice za nemške nasprotnike daleč največja, čeprav ne edina, nevarnost v bitki za Atlantik. 